# Patricie Holečková
Patricie Holečková (*21 de desembre de 1950, Martin, Txecoslovàquia) és una escriptora txeca d'aforismes i epigrames.

## Biografia
Va néixer el 21 de desembre de 1950 a Martin. Durant la infància i els anys escolars va viure a Eslovàquia. Entre 1969 i 1974 va estudiar a l'Acadèmia de Belles Arts de Cracòvia i viu des deL 1982 a la vila de l'est de Bohèmia de Zámrsk, que des del 1993 forma part de la República Txeca.

## Publicacions i recepció
El 1969 se li va atorgar un premi en el concurs d'art Mladá fronta O zlatý olomoucký tvarůžek. Des del 1976, els seus aforismes han estat publicats en diaris i revistes. El seu primer llibre va ser publicat el 2004 a l'antologia de l'aforisme txec „Nezabolí jazyk od dobrého slova“ („La llengua no farà mal a la bona paraula“) i l'any següent va publicar amb l'editorial Oftis la seva primera col·lecció independent sota el títol „Aforismy“ („Aforismes“).
En el concurs d'autor Epigram 2006 amb motiu de l'aniversari de Karel Havlíček Borovský a Lipnice nad Sázavou va ser acceptada pel jurat internacional com un dels guanyadors de l'antologia publicada. El seu llibre d'aforismes „Bez zbytečných slov“ („Sense paraules supèrflues“) autoeditat el 2012 com a llibre electrònic.
La percepció internacional del seu treball es reflecteix en la traducció dels seus aforismes en diversos idiomes estrangers, com al blog anglès de TIME Europe Magazine- editat per James Geary o la seva inclusió en les col·leccions en alemany Aphorismen-Archivsi en italià Aforisticamente.

## Obres
- Nezabolí jazyk od dobrého slova, 2004
- Aforismy, 2005
- Posvícení – tučnější sousta, 2011
- Bez zbytečných slov, llibre electrònic, 2012[6]
- Aforismy 2013 – aneb o životě s humorem s Patricií Holečkovou - kalendář, 2012
- Aforismy pro dny všední i sváteční (juntament amb Lech Przeczka), 2017

## Selecció d'aforismes
- Aforismus je vtipná myšlenka, ale jen do chvíle, než ji pochopíme / L'aforisme és un pensament divertit fins al moment en què l'entenem.
- Strach ze smrti pochází nejspíš z toho, že si ji představujeme příliš živě / La por a la mort prové del fet que la imaginem massa vivament.
- Víc krásy je v dobru, než je dobra v kráse / Hi ha més bellesa en el bé, que bé en la bellesa.
- Kdo chce dosáhnout nemožné, musí se vzdát všeho možného / Qui vulgui aconseguir l'impossible ha de renunciar a tot el possible.
- Jen ti, kdo myslí na budoucnost, tvoří historii / Només qui pensa en el futur fa la història.
- Láska je jediná nemoc, která se přenáší pohledem / L'amor és l'única malaltia que es transmet amb la mirada
- Pravda bolí, i když neubližuje, lež ubližuje, i když nebolí / La veritat fa mal, fins i tot quan no causa danys, la mentida causa danys, fins i tot quan no fa mal.
- Přátelé nás poučují, nepřátelé učí / Els amics ens instrueixen, els enemics ens ensenyen.
- Díky tomu, že se neposloucháme, máme si pořád co říci / Gràcies al fet que no escoltem, sempre tenim alguna cosa a dir.
- Největší přání je vždy to poslední / El desig més gran és sempre l'últim.
- Nestěžujme si na nespravedlnost. Spravedlnost by mohla být mnohem horší / No et queixis de la injustícia. La justícia podria ser molt pitjor.